# Laboratorio de investigación número nueve
El Laboratorio de Investigación Técnica del 9.º Ejército (第9陸軍技術研究所, Dai kyū Rikugun Gijutsu Kenkyūjo), también llamado Laboratorio Noborito (登戸研究所, Noborito Kenkyūjo), fue un laboratorio de desarrollo militar dirigido por el Ejército Imperial Japonés de 1937 a 1945. El laboratorio, con sede en Noborito, Tama-ku, Kawasaki, prefectura de Kanagawa, Japón, se centró en actividades clandestinas y guerras no convencionales, incluidas armas de energía, herramientas de inteligencia y espionaje, armas químicas y biológicas, venenos y falsificación de moneda. Una de las armas desarrolladas por el laboratorio fue el globo incendiario, miles de los cuales se lanzaron contra los Estados Unidos en 1944 y 1945. La unidad, que en su apogeo contaba con 1.000 científicos y trabajadores, se disolvió tras la derrota de Japón al final de la Segunda Guerra Mundial.
Según una reseña de un libro de 2007 en la revista Studies in Intelligence Archivado el 4 de octubre de 2013 en Wayback Machine. de la CIA, "Ban Shigeo, un técnico del Instituto de Investigación Técnica del 9.º Ejército Japonés, dejó un relato raro y valioso" de su trabajo en el Laboratorio de Investigación Número Nueve, que fue publicado póstumamente en 2001 como Rikugun Noborito Kenkyujo no shinjitsu [La verdad sobre el Instituto de Investigación Noborito del Ejército]. Según la revisión, "el ejército de los Estados Unidos reclutó discretamente a ciertos miembros de Noborito en sus esfuerzos contra el campo comunista en los primeros años de la Guerra Fría [...] Ban dirigió la 'sección química' de una unidad clandestina de EE. UU. oculta dentro de la marina de Yokosuka base durante la Guerra de Corea [...] "
El 7 de abril de 2010, se inauguró un museo, llamado Museo del Laboratorio Noborito del Ejército Imperial Japonés para la Educación en la Paz, en el antiguo emplazamiento del laboratorio. El museo exhibe artefactos del laboratorio y brinda información sobre la misión y las operaciones de la unidad. El museo se encuentra en el campus Ikuta de la Universidad de Meiji.